# María Antonia Avilés Perea
María Antonia Avilés Perea, née le 28 juin 1944 à Murcie, est une femme politique espagnole.
Membre du Parti populaire, elle siège au Parlement européen de 1999 à 2004 et aux Cortes d'Aragon de 2007 à 2011.